# Nephochaetopteryx subaurata
Nephochaetopteryx subaurata är en tvåvingeart som först beskrevs av Engel 1931.  Nephochaetopteryx subaurata ingår i släktet Nephochaetopteryx och familjen köttflugor. Inga underarter finns listade i Catalogue of Life.